# Vila Františka Sternwalda
Vila Františka Sternwalda je funkcionalistická vila se zajímavými prvky středomořské architektury. Vila byla postavena v letech 1940–⁠41 na území bývalé osady Farářství, která je dnes součástí Pražského předměstí Hradce Králové.

## Historie
Vilu nechal postavit geolog František Sternwald, který se svojí poptávkou oslovil královéhradeckého architekta Gustava Louženského. Louženský, žák architekta a urbanisty Antonína Engela, do svého návrhu integroval kromě přísně funkcionalistických linií i volnější prvky –⁠ pravděpodobně i za podpory samotného investora, kterému přísně geometrická estetika příliš nevyhovovala. V projektu tak například došlo ke výměně původně rovné střechy za elegantně prohnutou stanovou (valbovou), protnutou dvojicí omítaných španělských komínových těles. Částečnými úpravami prošlo i průčelí, z jehož návrhu zmizela plánovaná figurální malířská výzdoba a také sluneční hodiny, které měly být původně umístěny na boční fasádě. Některé prvky domu asociují španělskou či francouzskou riviéru: jedná se například o francouzská okna s okenicemi a dřevěnými žaluziemi, nárožní arkýřová okna zimních zahrad nebo barokizující kování zábradlí terasy. Vlastní realizaci stavby měla na starosti stavebnice Otýlie Mendíková.
Vilu lze považovat za jednu z posledních kvalitních staveb provedených v Hradci Králové před všeobecným stavebním zákazem vyhlášeným protektorátními úřady roku 1942.
V roce 2005 byl dům rekonstruován. Objekt je až do současnosti (květen 2020) v majetku rodiny Sternwaldů, a zachoval se tak v podstatě v původní podobě.